# Ancien hôtel de ville de Pointe-à-Pitre
Ne doit pas être confondu avec Hôtel de ville de Pointe-à-Pitre.
L'ancien hôtel de ville de Pointe-à-Pitre est un bâtiment situé rue Achille-René-Boisneuf à Pointe-à-Pitre en Guadeloupe. Il est classé aux monuments historiques depuis 1987.

## Historique
Édifié en 1885, l'architecture de l'hôtel de ville répond aux normes en vigueur après le tremblement de terre de 1843, avec un rez-de-chaussée en pierres calcaires et un premier étage en bois surmonté d'une toiture en tôles.
Siège de la mairie de Pointe-à-Pitre durant près d'un siècle, il est reconverti en médiathèque après la construction du nouvel hôtel de ville de Pointe-à-Pitre en 1973. Le bâtiment est classé au titre des monuments historiques le 21 janvier 1987.